# Дисплей-кабіна

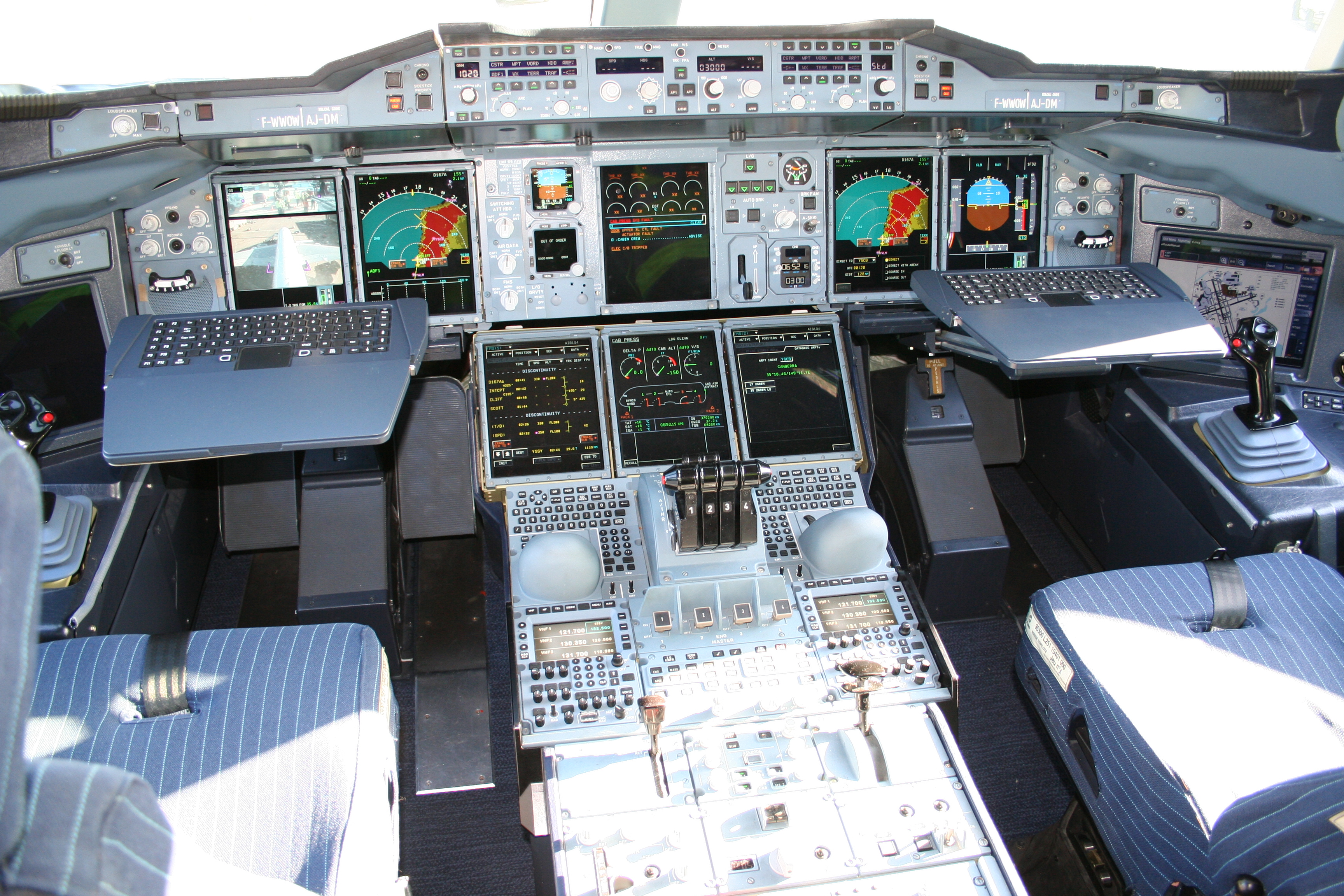
Дисплей-кабіна літака Airbus A380 з висувними клавіатурами і двома широкоформатними дисплеями праворуч і ліворуч від пілотів

«Дисплей-кабіна» (англ. Glass cockpit) — панель кабіни пілотів літака, що включає в себе електронні дисплеї. У традиційній кабіні встановлюється безліч механічних покажчиків для відображення інформації. У дисплей-кабіні встановлено кілька дисплеїв системи управління польотом, які можуть бути налаштовані для відображення необхідної інформації. Це спрощує управління літаком, навігацію і дозволяє пілотам сконцентруватися на найбільш важливій інформації. Така конфігурація затребувана авіакомпаніями, оскільки дозволяє відмовитися від бортінженера. В останні роки дана технологія набула поширення навіть на невеликих літаках.
У міру вдосконалення дисплеїв літака еволюціонували і датчики, що відправляють на них інформацію. На зміну традиційним гіроскопічним пілотажним приладам прийшли електронні курсовертикалі і системи повітряних сигналів, що підвищують точність, знижують вартість експлуатації та обслуговування. У дисплей-кабіну, як правило, включаються приймачі GPS.
Ранні дисплей-кабіни, що встановлювалися в літаках MD-80/90 McDonnell Douglas, Boeing 737 Classic, 757 і 767—200/-300, Airbus A300-600 і A310, використовували електронну інформаційну систему польотів (EFIS) тільки для відображення просторового положення літака і навігаційної інформації. Для відображення швидкості польоту, висоти і вертикальної швидкості застосовувалися традиційні механічні покажчики. У більш сучасних дисплей-кабінах на літаках Boeing 737NG, 747—400, 767—400, 777, Airbus A320 і пізніших моделях, Іл-96, Ту-204, SSJ 100, Ан-148, CRJ, E-Jet і EMB-145/-140/-135 механічні покажчики і контрольні лампи повністю відсутні.

## Застосування

### У комерційній авіації
На відміну від дисплей-кабін першого покоління, в яких інженери просто копіювали зовнішній вигляд і поведінку звичайних електромеханічних приладів на електронно-променеві трубки, нові дисплеї є значним кроком вперед. Вони передають інформацію подібно до звичайних комп'ютерів, в них є вікна і можливість переміщувати дані за допомогою пристроїв, схожих за принципом дії з комп'ютерною мишею. Вони також можуть відображати карту місцевості, схеми заходу на посадку, карту погоди, вертикальний індикатор, тривимірні навігаційні підказки.
Технологічний прогрес дозволяє авіаційним інженерам підбирати необхідну компоновку кабіни в набагато більш широких межах, ніж раніше. Всі авіавиробники вибрали такий шлях побудови кабіни пілотів — у нових системах як пристрій введення використовуються трекбол, маніпулятор під великий палець або джойстик. Пропоновані авіавиробниками системи підвищують ситуаційну орієнтацію пілота і підвищують безпеку польотів шляхом оптимізації інтерфейсу «пілот-машина».
Сучасні дисплей-кабіни можуть включати системи технічного зору (Synthetic Vision System) або системи нічного бачення (Enhanced Vision Systems). Системи технічного зору передають реалістичну тривимірну картинку навколишнього світу (як у авіасимуляторах) на підставі закладених у них баз даних про геофізичні особливості місцевості в поєднанні з інформацією про просторове положення літака, одержуваною від навігаційної системи. Системи нічного бачення в масштабі реального часу подають інформацію від зовнішніх джерел, таких, як інфрачервоні камери.
Всі нові авіалайнери, такі як Airbus A380, Boeing 787 і бізнес-літаки, такі, як Bombardier Global Express і Learjet, оснащуються дисплей-кабінами.

### В авіації загального призначення
Деякі літаки авіації загального призначення, такі як 4-місні Diamond Aircraft DA40, DA42 і DA50 і 4-місний Cirrus Design SR20 і SR22 можна замовити з дисплей-кабіною. Комплекс Garmin G1000 встановлюється на багато невеликих літаки, включаючи Cessna 172. Деякі виробники розробили програми установки дисплей-кабін на вже випущені літаки зі звичайними приладами.
Дисплей-кабіни також встановлюються на бізнес-літаки попередніх поколінь, такі як Dassault Falcon, Raytheon Hawker, Bombardier Challenger, Cessna Citation, Gulfstream, King Air, Learjet, Astra і багато інших. Компанії, що надають послуги з обслуговування авіатехніки, у співпраці з виробниками авіаційного обладнання можуть призвести таку заміну на вимогу клієнта.